# Proschistis
Proschistis là một chi bướm đêm thuộc phân họ Olethreutinae, họ Tortricidae Tortricidae.

## Các loài
- Proschistis amphibola Diakonoff, 1973
- Proschistis invida Meyrick, 1909
- Proschistis marmaropa (Meyrick, 1907)
- Proschistis petromacha (Meyrick, 1931)
- Proschistis polyochtha Diakonoff, 1973
- Proschistis sideroxyla (Meyrick, 1931)
- Proschistis stygnopa Meyrick, in Caradja & Meyrick, 1935
- Proschistis zaleuta Meyrick, 1907